# Remijia firmula
Remijia firmula là một loài thực vật có hoa trong họ Thiến thảo. Loài này được (Mart.) Wedd. miêu tả khoa học đầu tiên năm 1848.